# Гиридих (округ)
Гиридих (хинди गिरिडीह जिला; англ. Giridih) — округ в индийском штате Джаркханд. Образован в 1972 году из части территории округа Хазарибагх. Административный центр — город Гиридих. Площадь округа — 4975 км². По данным всеиндийской переписи 2001 года население округа составляло 1 904 430 человек. Уровень грамотности взрослого населения составлял 45,5 %, что ниже среднеиндийского уровня (59,5 %). Доля городского населения составляла 6,4 %. В 1991 году из частей территорий округов Дханбад и Гиридих был образован округ Бокаро.